# 麻疹疫苗加強劑注射運動
麻疹疫苗加強劑注射運動（英語：Special Measles Vaccination Campaign）是香港在1997年7月14日至11月15日期間實行的大型麻疹疫苗接種計劃，衛生署在此期間免費為全香港年齡介乎1歲至19歲的兒童及青少年注射一劑麻疹腮腺炎德國麻疹混合疫苗，令這個年齡層的人士達到注射兩劑麻疹疫苗的新標準，以期加強香港整體人口對麻疹的免疫能力，防止麻疹在社區大規模爆發，這次為期三個多月的疫苗注射運動有超過109萬名兒童及青少年參加。

## 背景
由於麻疹病毒可經由空氣傳播，所以麻疹具有高度傳染性。在1970年代前，麻疹在香港是一種很流行的傳染病，大部分在1960年代或以前出生的人士都曾經感染。香港在1946年至1960年，每年都有數百宗麻疹個案，到1961年增至過千宗，在1965年更激增至五千多宗，單是1967年便有950名兒童因為感染麻疹而死亡。另一方面，如果感染麻疹後沒有引發致命的併發症，痊癒後可獲終身免疫力。
香港自1967年起將麻疹列入兒童疫苗接種計劃，幼兒在1歲時接種一劑麻疹疫苗，可提供93%的免疫保護，但醫學界後來發現只在幼兒期接種一劑疫苗的人士，到成年階段後，對麻疹的免疫能力將會隨時間而下降，所以建議幼兒在1歲時接種第一劑疫苗後，應注射第二針加強劑，可將免疫保護提升至97%及大幅延長維持足夠免疫力的時間。由於確認麻疹疫苗接種一次並不足夠，世界衛生組織於1996年建議將麻疹疫苗改為接種兩劑，世衛後來更建議可將第二針加強劑提早至幼兒在18個月大時注射。因此從1996年起，衛生署將麻疹疫苗的接種次數增為兩次，在1歲時打第一針，到小學六年級（年約11歲）再多打一針加強劑。衛生署於1998年將第二針麻疹疫苗提早至小學一年級（年約6歲）接種。
衛生署在1997年年初的血清抽查中發現，香港居民對麻疹免疫水平有下降情況，預期香港有即將爆發麻疹疫情的風險，而香港在1996年前只為兒童接種一針麻疹疫苗，疫苗對麻疹的免疫力很大機會會隨年齡增長而消退，其中1歲至19歲的兒童及青少年年齡組別，在血清檢測中對麻疹的免疫力只有85%，明顯低於防止社區爆發疫情的95%整體免疫力要求。鑑於香港在1988年爆發的麻疹疫情有超過3000名兒童染病，其中8人死亡，所以政府決定為年齡由1歲至19歲的兒童及青少年，亦即出生年份約介乎1978年至1996年的人士補打一針麻疹腮腺炎德國麻疹混合疫苗（MMR），涉及人數約130萬人，使這個年齡組別的人士達到打兩劑麻疹疫苗的新要求。

## 推行及成效
衛生署在1997年7月14日至11月15日推行的麻疹疫苗加強劑注射運動分為三個階段進行，首階段是年齡介乎12歲至19歲的青少年，於7月14日至9月6日期間自行到政府普通科門診診所或母嬰健康院接受注射；第二個階段是6歲至11歲的小學生，在9月至11月期間由衛生署派員到香港各所小學為學童進行接種；第三個階段是1歲至5歲的幼童，於9月8日至11月15日期間由家長或監護人陪同到政府普通科門診診所或母嬰健康院接種。
整個疫苗注射運動於1997年11月15日結束，共有1,090,985名年齡介乎1歲至19歲的人士參加疫苗注射，佔整個計劃目標人群的76%；其中12歲至19歲的組別共有43萬名青少年參加了疫苗注射，佔這個年齡組別的74%；6歲至11歲組別的小學生共有416,920人接種，佔這個年齡組別的89%；1歲至5歲的組別共有234,136名幼童接受注射，佔這個年齡組別的64%；衛生署認為這次大型防疫注射運動的反應熱烈，而且相當成功，反映香港家長對這種疾病的高度關注，相信這次疫苗注射運動可避免預期在1998年出現的麻疹高峰期。在2016年9月，世界衛生組織確認香港已經成功中斷麻疹的本地傳播，在2016年至2018年的傳染病呈報個案，平均每年只有10宗麻疹，衛生防護中心指香港面對的麻疹威脅主要由外地傳入。政府認為香港1996年起推行兩劑麻疹疫注射，並於1997年舉行麻疹疫苗加強劑注射運動為接近110萬名兒童及青少年補打第二劑麻疹疫苗，將香港曾經注射兩劑麻疹疫苗的人口比例大幅提升，令社區的麻疹免疫率提升至95%，麻疹發病率自此大幅下降，對香港中斷麻疹在本地傳播有重要成效。